# Audi TT 8N
La Audi TT 8N è la prima generazione dell'Audi TT, prodotta dalla casa automobilistica tedesca Audi dal 1998 al 2006.

## Storia

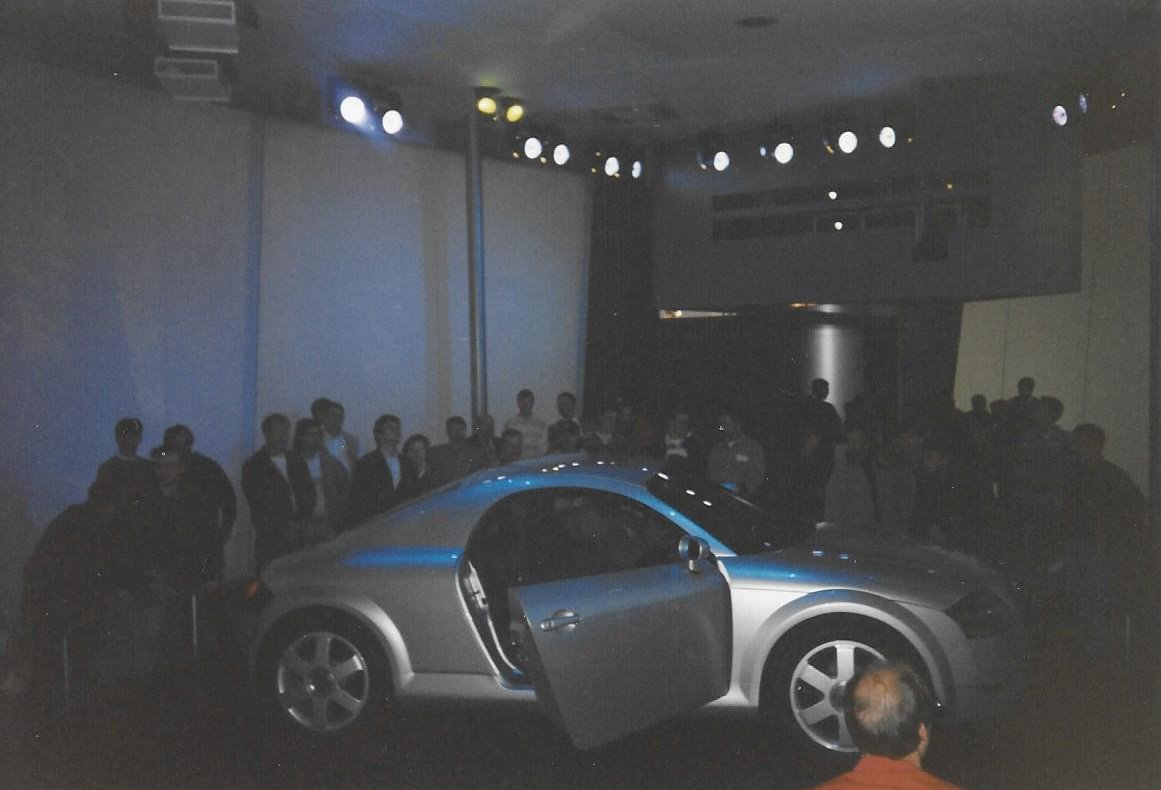
Il prototipo al Salone di Francoforte del 1995

La presentazione del prototipo della prima TT, la cui sigla deriva dal motto Tradition und Technik (anche se non si nasconde un omaggio al Tourist Trophy), e il cui logo viene ripreso pari pari da quello della NSU Prinz TT, è datata settembre 1995 al Salone dell'automobile di Francoforte. La commercializzazione, però, non avvenne prima del 1998.
Sin dalla sua apparizione come concept car, la TT ha colpito per il suo design. La sua linea, con i fianchi bombati, la pressoché totale mancanza di linee tese e il largo uso di alluminio anodizzato, venne considerata innovativa e di grande distacco dagli stilemi dell'epoca.
L'Audi TT è stata finalista nel concorso North American Car of the Year nell'anno 2000 e indicata tra le dieci migliori e più desiderate auto negli Stati Uniti per due anni consecutivi (negli anni 2000 e 2001) dalla rivista Car and Driver.

### Contesto e descrizione
La progettazione di un'Audi con linea sportiva e dalle prestazioni elevate, fu inizialmente osteggiata dai vertici Audi e, per questo motivo, i progettisti, con il solo appoggio del presidente Ferdinand Piëch, nipote del famoso Ferdinand Porsche, elaborarono il progetto praticamente di nascosto, nel Centro Design di Simi Valley, situato in California.

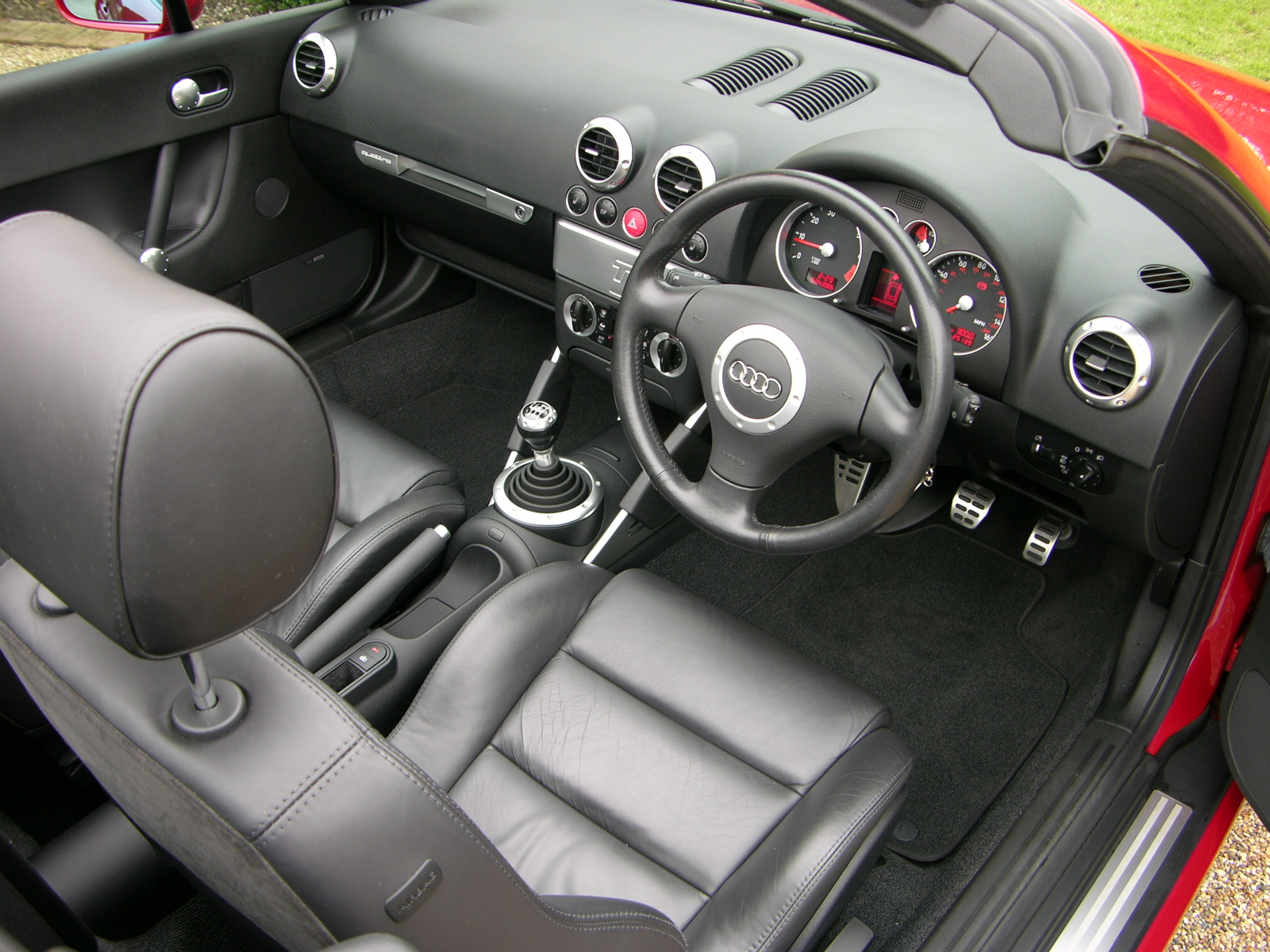
Interni di una Audi TT Roadster del 2001

Il curatore del design esterno era Thomas Freeman, mentre Romulus Rost si interessava per quello degli interni. La presentazione del prototipo (di quella che sarà poi l'Audi TT) fu nel settembre del 1995, al Salone di Francoforte.
Quasi futuristica allora, non fu neppure presa in considerazione per la vendite da parte degli azionisti Audi poiché il progetto fu ritenuto troppo innovativo (e quindi commercialmente rischiosissimo). Fu commercializzata solo sul finire del 1998, senza particolari modifiche estetiche rispetto al prototipo, e all'inizio l'unico motore per la TT era un 1781 cm³ a benzina con turbocompressore. Con cinque valvole per cilindro, erogava 180 CV di potenza. In seguito fu prodotta una variante dello stesso propulsore avente una potenza limitata a 150 CV.
In seguito per modelli con trazione “quattro”, ossia integrale, fu commercializzata una versione dello stesso motore con potenza pari a 225 CV e, a inizio 2003, l'auto fu venduta anche con motore 3.2 L benzina aspirato (e non più turbo), capace di 250 CV.
La motorizzazione 1.8 Turbo a benzina con trazione su due ruote è stata la versione di maggior successo mentre la versione più ambita fu la SportLine; i colori più richiesti furono il grigio chiaro metallizzato e il nero. Fu prodotta e commercializzata fino al 31 agosto 2006.

## Varianti

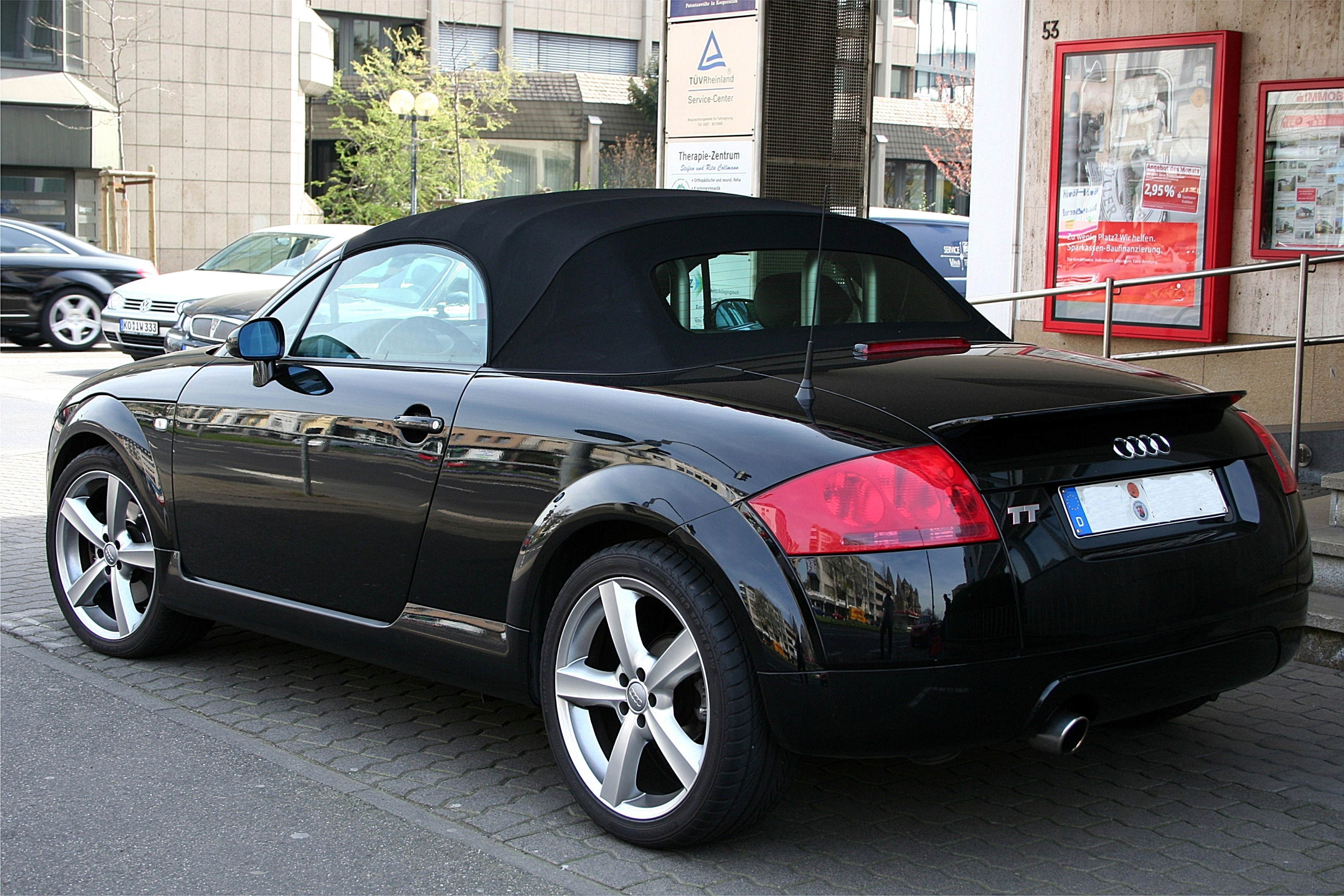
Audi TT Roadster

L'Audi TT venne commercializzata a partire dal settembre 1998 in versione coupé e, dall'estate del 1999, in configurazione roadster. Basata sulla piattaforma A - la medesima dell'A3, della Volkswagen Golf IV e altre - era disponibile con trazione anteriore o integrale quattro, benché nella versione con frizione Haldex. Tutte le versioni hanno il motore disposto trasversalmente.
Il motore 1.8 L Turbo da 180 CV conferiva alla TT prestazioni di rilievo: velocità massima di 228 km/h e accelerazione da 0 a 100 km/h in 7,8 secondi.
Gli interni possono essere in tessuto o pelle (questi ultimi forniti come optional). Un esemplare nella versione Coupé 180 CV, viene esposto al Museo d’Arte Moderna di New York.
Per quanto riguarda i cambi, in principio erano disponibili un cinque marce manuale, un sei marce per la 225, e un automatico Tiptronic a sei rapporti; nell'ottobre 2004 a essi si aggiunse il gruppo di nuova generazione DSG a doppia frizione, offerto assieme a una taratura delle sospensioni più rigida.

### Restyling 2003

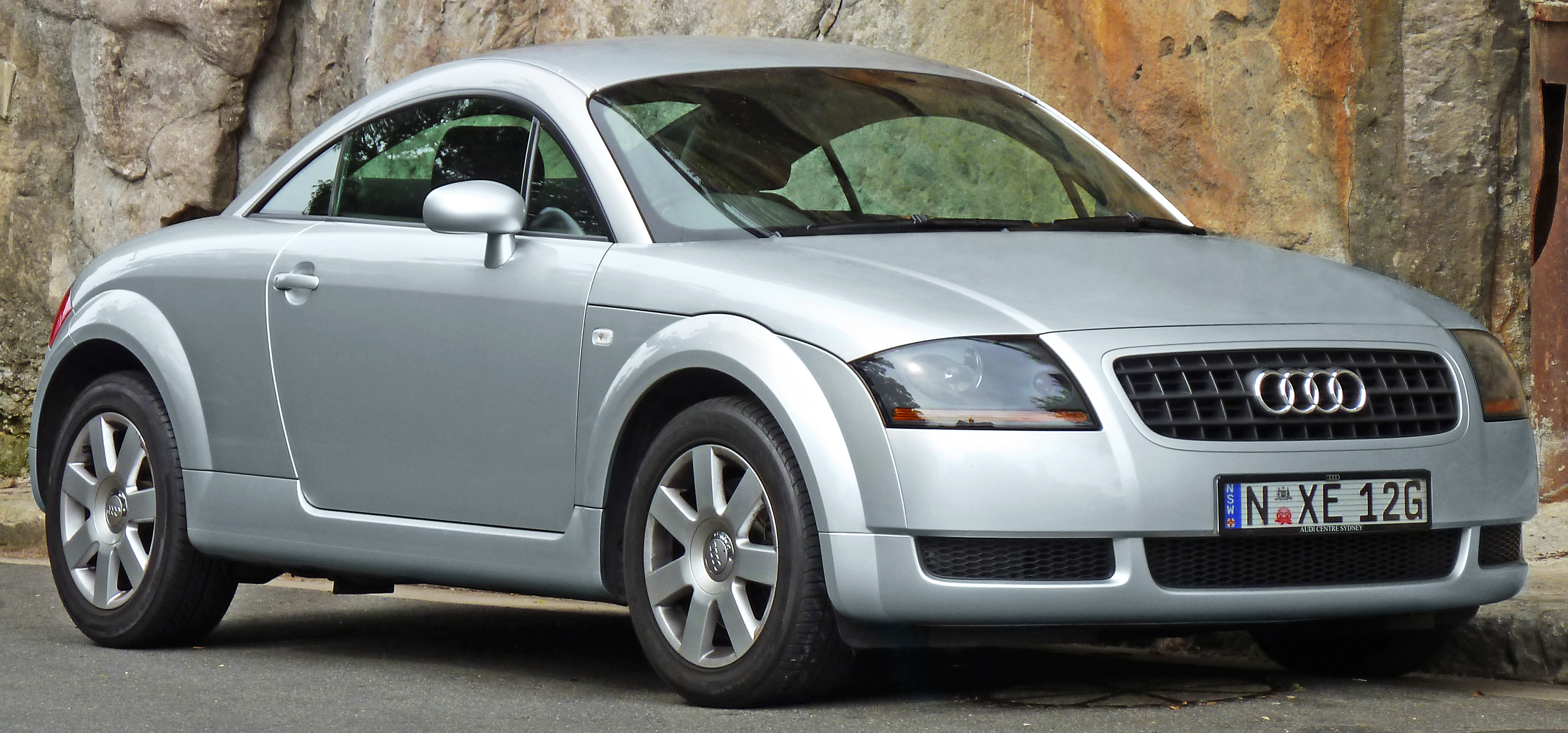
Audi TT 8N restyling 2003

Verso la fine del 2002 avvenne il restyling di metà carriera, le modifiche furono minime, venne sostituita la mascherina frontale che passó da avere listelli orizzontali a quella a quadrettoni, questa mascherina venne installata su tutte le TT indipendentemente dal modello, sulla Quattro Sport nasceva in colorazione Phantom Black. Venne cambiato il logo posteriore “TT” e anche la scritta “quattro”, il primo modello era argento satinato, il nuovo logo era più sottile e non più satinato ma cromato, la scritta “quattro” anch’essa satinata, divenne cromata.
I cerchi a 7 razze da 17” di serie avevano le razze scavate all’interno.
Verso la fine della produzione anche i motori ebbero un leggero ritocco, il 150 CV venne portato a 160 CV e il 180 CV portato a 190 CV. 
Con l'arrivo del restyling venne anche presentato il pacchetto s-Line vero e proprio, disponibile per ogni motorizzazione turbo (150-180-225), prevedeva paraurti frontale sportivo, sottoparaurti posteriore nero opaco a nido d’ape, spoiler posteriore maggiorato, listelli portiera con scritta s-Line (al posto di “TT”) pelle volante e cambio traforata, fari anteriori con colorazione argento, logo s-Line nella parte bassa delle fiancate posteriori. 
Sostanzialmente il kit rendeva l’auto uguale alla 3.2, a eccezione dei cerchi, i ricambi erano gli stessi, vennero aggiunti a listino i ricambi per il sottoparaurti posteriore a nido d’ape per scarico singolo e i convogliatori frontali dell’aria erano leggermente diversi.

## Richiamo generale
Sul finire del 1999 la TT fu interessata da un richiamo dovuto a dei problemi di stabilità. Nelle curve prese ad alte velocità (superati i 210 km/h), infatti, si verificava un forte sovrasterzo che minava la stabilità della vettura. Di conseguenza, la casa applicò uno spoiler posteriore per ridurre la portanza e agì sulla taratura delle sospensioni per incrementare il sottosterzo. Inoltre venivano sostituite le due barre antirollio, modificate nei diametri (una +1 mm, l'altra -1 mm) e in alcuni casi venne installato l'ESP. Tutte queste precauzioni vennero riprese sugli esemplari prodotti successivamente, dotate di serie infatti anche dell'ESP. Sulle versioni prodotte dall'ottobre 1999 non viene riscontrato alcun problema.
La barra duomi di colore nero fu resa di serie su ogni auto prodotta dal 2000 in poi.
Alcune TT presentavano un logo di forma trapezoidale sulla parte bassa del volante. Non sembra ci siano differenze di alcun tipo per queste TT rispetto a quelle sprovviste, sembra che fosse di serie sulle prime versioni (1998-2000) e intorno al 2001 venne gradualmente rimosso dalle auto nuove. Probabilmente era un simbolo distintivo di presentazione della TT parallelamente alla S3 che anch’essa era provvista di questo logo.
Dal restyling di fine 2002, per avere il logo sul volante bisogna acquistare il pacchetto s-Line vero e proprio.

## Motorizzazioni
| Modello                 | Disponibilità     | Motore  | Cilindrata (cm³) | Potenza         | Coppia max (Nm) | Emissioni CO2 (g/km) | 0–100 km/h (secondi) | Velocità max (km/h) | Consumo medio (km/L) |
| 1.8 T 20V               | 11/2000 - 09/2005 | Benzina | 1781             | 110 kW (150 CV) | 210             | 197                  | 8.6                  | 220                 | 11.7                 |
| 1.8 T 20V               | 09/2005 - 06/2006 | Benzina | 1781             | 120 kW (163 CV) | 225             | 194                  | 8.0                  | 224                 | 11.7                 |
| 1.8 T 20V               | 10/1998 - 09/2005 | Benzina | 1781             | 132 kW (179 CV) | 235             | 194                  | 7.6                  | 228                 | 11.9                 |
| 1.8 T 20V               | 09/2005 - 06/2006 | Benzina | 1781             | 140 kW (190 CV) | 240             | 194                  | 7.4                  | 234                 | 11.7                 |
| 1.8 T 20V quattro       | 10/1998 - 06/2006 | Benzina | 1781             | 165 kW (225 CV) | 280             | 226                  | 6.4                  | 243                 | 10.4                 |
| 1.8 T 20V quattro Sport | 03/2005 - 06/2006 | Benzina | 1781             | 176 kW (240 CV) | 320             | n.d.                 | 5.9                  | 246                 | n.d.                 |
| 3.2 V6 quattro          | 07/2003 - 06/2006 | Benzina | 3189             | 184 kW (250 CV) | 320             | 254                  | 6.5                  | 250                 | 8.9                  |